# Cu orice preț (film)
Hell or High Water (tradus în română Cu orice preț) este un film american din 2016 realizat în genul thriller crimă western, regizat de David Mackenzie și scris de Taylor Sheridan, al cărui scenariu era pe Black List din 2012. Filmul prezintă doi frați (Chris Pine și Ben Foster), care realizează o serie de jafuri bancare pentru a-și salva familia, fiind urmăriți de doi Texas Rangers (Jeff Bridges și Gil Birmingham). 
Filmul a avut premiera la secțiunea Un Certain Regard al Festivalului de Film de la Cannes din 2016, la data de 16 mai, și a fost lansat în Statele Unite pe 12 august 2016. A primit recunoaștere din partea criticilor și a încasat 37 milioane de dolari. Institutul American de Film l-a ales ca fiind unul dintre cele mai bune zece filme ale anului și a fost nominalizat la numeroase premii, printre care patru nominalizări la Oscar: cel mai bun film, cel mai bun actor în rol secundar (Bridges), cel mai bun scenariu original și cel mai bun montaj. De asemenea, a primit nominalizări la Globul de Aur pentru cel mai bun film, cel mai bun actor în rol secundar pentru Jeff Bridges și cel mai bun scenariu.

## Prezentare
În Texasul de Vest, Toby Howard (Chris Pine), un tată divorțat, și fratele său Tanner (Ben Foster), fost condamnat, efectuează jafuri dimineață devreme la două sucursale ale băncii Texas Midlands. Deși jafurile sunt bine planificate, natura sălbatică a lui Tanner îl determină să își ia riscuri inutile, ceea ce îl enervează pe Toby. 
Doi Texas Rangers, Marcus Hamilton (Jeff Bridges) și Alberto Parker (Gil Birmingham) investighează cazul. Hamilton, care este aproape de pensionare, determină repede metodele și personalitățile fraților. Între timp, Tanner jefuiește o altă bancă, în timp ce Toby așteaptă, fără să știe, la un restaurant din apropiere. Ei duc banii furați la un cazinou indian din Oklahoma pentru a fi spălați. Schimbă bancnotele furate pe jetoane, Tanner folosind unele din ele pentru a paria. Toby cere apoi cazinoului să îi schimbe banii pe un cec către Texas Midlands Bank - aceeași bancă pe care au jefuit-o. Având fonduri care nu pot fi urmărite și jucând la cazino ca o acoperire pentru modul în care au fost dobândite, frații se întorc în Texas.
Întorcându-se înapoi la fermă îngropă mașina cu care au fugit după jaf într-un puț adânc. Mama fraților a murit după o lungă boală, lăsând ferma lor plină de datorii din cauza unei ipoteci oferite de Texas Midlands Bank. Dacă datoriile nu vor fi plătite în câteva zile, ipoteca va fi executată și ferma le va fi luată. Pe pământul lor se descoperă petrol și Toby este hotărât să plătească ipoteca pentru a-și asigura o viață confortabilă pentru fiii săi înstrăinați. Ei jefuiesc Texas Midlands ca o formă de justiție personală. Ni se dezvăluie că Tanner l-a împușcat și ucis pe tatăl lor abuziv, înainte de a trece la jafurile armate.
Hamilton pândește o altă sucursală a băncii Texas Midlands, dar frații nu se arată. Hamilton realizează că exista un tipar pentru jafuri și stabilește care este următoarea lor țintă. Hamilton și Parker se află pe drumul spre sucursală când are loc jaful final. Presați de timp, frații continuă cu jaful, chiar dacă banca este plină de clienți. O întorsătură de situație apare atunci când un gardian și un pompier civil înarmat trag asupra fraților, iar Tanner îi omoară pe amândoi. Toby este împușcat în abdomen, ambii fiind prinși într-o ambuscadă în afara băncii de către o poteră înarmată formată din cetățeni ai orașului.
Frații pleacă din oraș cu potera pe urmele lor. După ce se îndepărtează puțin, Tanner se oprește și trage cu o pușcă automată asupra poterei, forțându-i pe oameni să se retragă. Frații se despart, iar Toby ia banii folosind o altă mașină, în timp ce Tanner creează o diversiune. El îi atrage pe oamenii legii pe un traseu pe o creastă montană deșertică, unde îi ia la țintă folosind o pușcă cu lunetă, ucigându-l pe Parker. Hamilton folosește cunoștințele unui localnic din zonă pentru a ajunge în spatele lui Tanner și îl ucide pe acesta cu o singură lovitură, folosind o pușcă.
În timpul confruntării, Toby (ascunzându-și rana sângerândă, dar minoră, de la abdomen) trece printr-un punct de control al poliției fără incident, apoi spală cu succes banii furați la cazino, unde vede reportajele despre moartea fratelui său la televizor. El duce cecul cazinoului la bancă la timp, pentru a evita executarea fermei și include ferma într-un fond al familiei. 
După pensionare, Hamilton își vizitează fostul birou pentru a afla că Rangerii l-au exonerat pe Toby ca suspect, deoarece cazierul lui este curat și nu are nici un motiv să fure, deoarece noile sonde de petrol îi aduc mai mulți bani într-o lună decât totalul furat în toate jafurile. Banii proveniți din sondele de petrol de la fermă sunt depozitați la Texas Midlands Bank, care refuză să coopereze cu anchetatorii, de teama de a nu pierde gestionarea fondului de încredere al familiei.
Hamilton vizitează ferma lui Toby și, în timpul discuției, Hamilton îi spune că știe că Toby a creat și a luat parte la jafuri, dar dorește să știe motivul. Toby spune că s-a hotărât să nu lase sărăcia să îi afecteze pe fiii lui așa cum l-a afectat pe Tanner. Hamilton îi spune lui Toby că îl consideră responsabil pentru moartea partenerului său, iar Toby spune că știe că Hamilton l-a ucis pe fratele său. Urmează o confruntare armată, dar este brusc întreruptă când sosesc fiii și fosta soție a lui Toby. Ferma aparține fondului și, prin urmare, lor; Toby este doar acolo pentru a-i vizita și a repara casa. În timp ce Hamilton pleacă, Toby sugerează să se întâlnească din nou pentru a „termina conversația”, lucru cu care Hamilton este de acord.

## Distribuția
- Jeff Bridges în rolul Marcus Hamilton
- Chris Pine în rolul Toby Howard
- Ben Foster în rolul Tanner Howard
- Gil Birmingham în rolul Alberto Parker
- Marin Ireland în rolul Debbie Howard
- Katy Mixon în rolul Jenny Ann
- Dale Dickey în rolul Elsie
- Kevin Rankin în rolul Billy Rayburn
- Melanie Papalia în rolul prostituatei
- Amber Midthunder în rolul Vernon Teller
- Alma Sisneros în rolul recepționerului de al hotelul cazino
- Melissa-Lou Ellis în rolul fetei de la bar
- John Paul Howard în rolul Justin Howard
- Christopher W. Garcia în rolul Randy Howard
- Margaret Bowman în rolul chelneriței
- Jackamoe Buzzell în rolul adjunctului de poliție din Archer
- Taylor Sheridan în rolul cowboy-ului

## Producție
Pe 18 aprilie 2012, Deadline a anunțat că Sidney Kimmel Entertainment a achiziționat filmul Comancheria, al cărui scenariu a fost scris de Taylor Sheridan, pe care SKE îl va finanța și produce împreună cu Peter Berg de la Film 44. Este a doua parte a trilogiei lui Sheridan despre frontiera americană modernă. La Cinemacon 2016 din Las Vegas, a fost prezentat un standee al filmului, dezvăluind că titlul a fost schimbat în Hell or High Water. Berg a fost anunțat ca fiind regizorul filmului. Endgame Entertainment și Focus Features au fost, de asemenea, printre studiourile care au licitat pentru proiect împotriva SKE. Scenariul a câștigat cel mai bun scenariu din Black List în 2012. La 2 aprilie 2015, s-a anunțat că Jeff Bridges va juca în film, în timp ce Chris Pine și Ben Foster erau în discuții să se alăture distribuției, iar David Mackenzie a fost însărcinat să regizeze filmul. Pe 4 mai 2015, Pine și Foster au fost confirmați că îi vor juca pe cei doi frați din film, care comit jafuri bancare pentru a salva ferma familiei lor în Texasul de Vest, în timp ce Bridges va fi unul dintre Texas Rangers deciși să îi prindă pe frați. CBS Films a obținut drepturile în SUA asupra filmului produs de Sidney Kimmel de la Sidney Kimmel Entertainment, Peter Berg de la Film 44, Carla Hacken de la SKE și Julie Yorn de la LBI, cu Gigi Pritzker, Bill Lischak, Michael Nathanson, Rachel Shane, John Penotti, Bruce Toll și Braden Aftergood în calitate de producători executivi. Sidney Kimmel Entertainment a dezvoltat proiectul cu Film 44, iar OddLot Entertainment a co-produs și co-finanțat filmul împreună cu SKE.

### Filmările
Deși acțiunea filmului are loc în Texasul de Vest, filmările au avut loc în estul statului New Mexico. Filmările au început pe 26 mai 2015, în Clovis, New Mexico, precum și în alte comunități din New Mexico, cum ar fi Portales și Tucumcari. Unele scene din mediul rural au fost filmate în zona slab populată din Quay și Guadalupe din New Mexico, incluzând filmări și în valea Alamogordo la sud de Luciano Mesa. Acestea s-au încheiat la 8 iulie 2015.

## Lansarea
Filmul a avut premiera la cel de-a 69-a ediție a Festivalului de Film de la Cannes la 16 mai 2016. A început cu o lansare limitată pe 12 august 2016 în Statele Unite, urmată de o lansare mai mare pe 19 august și apoi de o lansare mai largă pe 26 august. 

## Primire

### Box office
Hell or high water a adunat 27 milioane dolari în Statele Unite și Canada și 10,9 milioane de dolari în alte teritorii pentru un total de 37,9 milioane de dolari în toată lumea, față de un buget de producție de 12 milioane de dolari.
În America de Nord, filmul a încasat 621.329 de dolari din 32 de cinematografe în weekend-ul său de deschidere, pentru o medie de 19.417 de dolari/cinematograf. În următorul weekend, filmul s-a extins la alte 472 de cinematografe, cu o sumă totală de 2,7 milioane de dolari (o medie pe cinematograf de 5.709 de dolari). Lansarea extinsă la 909 cinematografe a avut loc pe 26 august și a dus la un câștig de 3,7 milioane de dolari în acel week-end, terminând pe locul 12 în box-office.

### Aprecieri critice
Hell or high water a primit aprecieri critice, mulți lăudând filmul ca fiind unul care revitalizează genul western. Pe Rotten Tomatoes, filmul are un rating de 99% pe baza a 249 de recenzii, cu un rating mediu de 8,5/10. Consensul critic al site-ului spune: „Hell or high water oferă un thriller solid, bine lucrat, care evită împușcăturile fără minte în favoarea unor personaje încrezătoare.” Pe Metacritic filmul are un scor 88 din 100, pe baza recenziilor de la 47 de critici, indicând „aplauze universale”. Audiențele sondate de CinemaScore au dat filmului o notă medie de "A-" pe o scară de la A+ la F.
Richard Roeper de la Chicago Sun Times a dat filmului patru stele din patru, spunând: În toate felurile, Hell or high water este un film atât de frumos, dur și elegiac și momentul în care s-a terminat a fost momentul în care am a vrut să îl văd din nou. Samantha Ladwig de la IGN a dat filmului 9/10, spunând că „Hell sau high water surprinde cu narațiunea complexă, uimește cu cinematografia sa și compensează pentru neajunsurile din această vară”. Tom Stempel de la Creative Screenwriting a lăudat Hell sau high water ca fiind „un studiu al personajului-spărgător de bănci inteligent și văzut din altă perspectivă și unul dintre cele mai bune scenarii până acum în acest an”.